# Peraleda del Zaucejo
Peraleda del Zaucejo là một đô thị trong tỉnh Badajoz, Extremadura, Tây Ban Nha. Dân số 590 người và diện tích 163.7 km².